# Orsópálma
Az orsópálma (Hyophorbe verschaffeltii) a pálmafélék (Arecaceae) családjába tartozó faj. A Hyophorbe nemzetség nevét a görög ’disznó’ és ’étel’ szavak összevonásával kapta, sok tápanyagot tartalmazó termését disznók takarmányozásra használták, így az orsópálmát is. Tudományos nevének második részét Ambroise Verschaffelt (1825–1886) belga növénynemesítő emlékére adták.

## Elterjedése
Az Indiai-óceánban található, vulkáni eredetű Mascarenhas-szigetcsoporthoz tartozó Rodriguez-sziget endemikus faja. A parti szavannákon és a hegyi esőerdőkben honos. Őshonos környezetében nagyjából 50 kifejlett példája található. Ennek ellenére a jövője biztosított, mivel sok helyen dísznövényként ültetik.

## Megjelenése
Legfeljebb 5 méter magas, el nem ágazó törzsű pálma. Szürke törzse hordószerűen megvastagodik, rajta a lehulló levélhüvelyek szabályos barázdát hagynak maguk után.
A kifejlett növény koronája mindössze 8–10, de 180–300 cm hosszú, hamvas sötétzöld, szárnyasan összetett levélből áll. A levélgerincen átellenben növő, 60–90 cm hosszú, keskeny levélkék (levélszárnyak) ferdén, V alakban állnak. A lándzsaszerű levélszárnyak fonákja erősen viaszos, szürkés, a színük sötétzöld. A visszahajló levélgerinc alsó része vöröses árnyalatú.
Összetett virágzata közvetlenül a levélhüvelyek alatt fejlődik ki; a virágzat tengelye a törzsre csaknem merőlegesen áll. Apró, szürkéssárga virágai hímnősek.
Körülbelül 2 cm hosszú, vöröses narancssárga gyümölcsében egyetlen, megközelítőleg 1 cm-es mag fejlődik.

## Életmódja
A sok tápanyagot tartalmazó,  laza szerkezetű (homokos), semleges vagy enyhén meszes talajt kedveli. Egész évben melegigényes, így Magyarországon fűtött lakásban teleltethető. Víz- és páraigényes, de a pangó vízre érzékeny – viszont a szárazabb körülményeket időszakosan elviseli. Fényigényes, de tűző nap könnyen megégetheti a levelét, ha a szabadban visszük, célszerű félárnyékba állítani.
Magja 25 °C-on 2–6 hónap alatt csírázik ki.